# Tacaná (volcan)
Cet article concerne le volcan. Pour la ville, voir Tacaná.
Pour les articles homonymes, voir Tacana (homonymie).
Le volcan Tacaná est un stratovolcan culminant à 4 060 mètres d'altitude, situé à la frontière entre le département de San Marcos au Guatemala et l'État du Chiapas au Mexique, à proximité de la ville guatémaltèque de Tacaná. Il est par son élévation le deuxième sommet d'Amérique centrale.
En 2006, le volcan Tacaná est désigné réserve de biosphère par l'UNESCO.